# Obergebra
Obergebra is een plaats en voormalige gemeente in de Duitse deelstaat Thüringen, en maakt sinds 1 januari 2008 deel uit van de gemeente Bleicherode in het Landkreis Nordhausen.

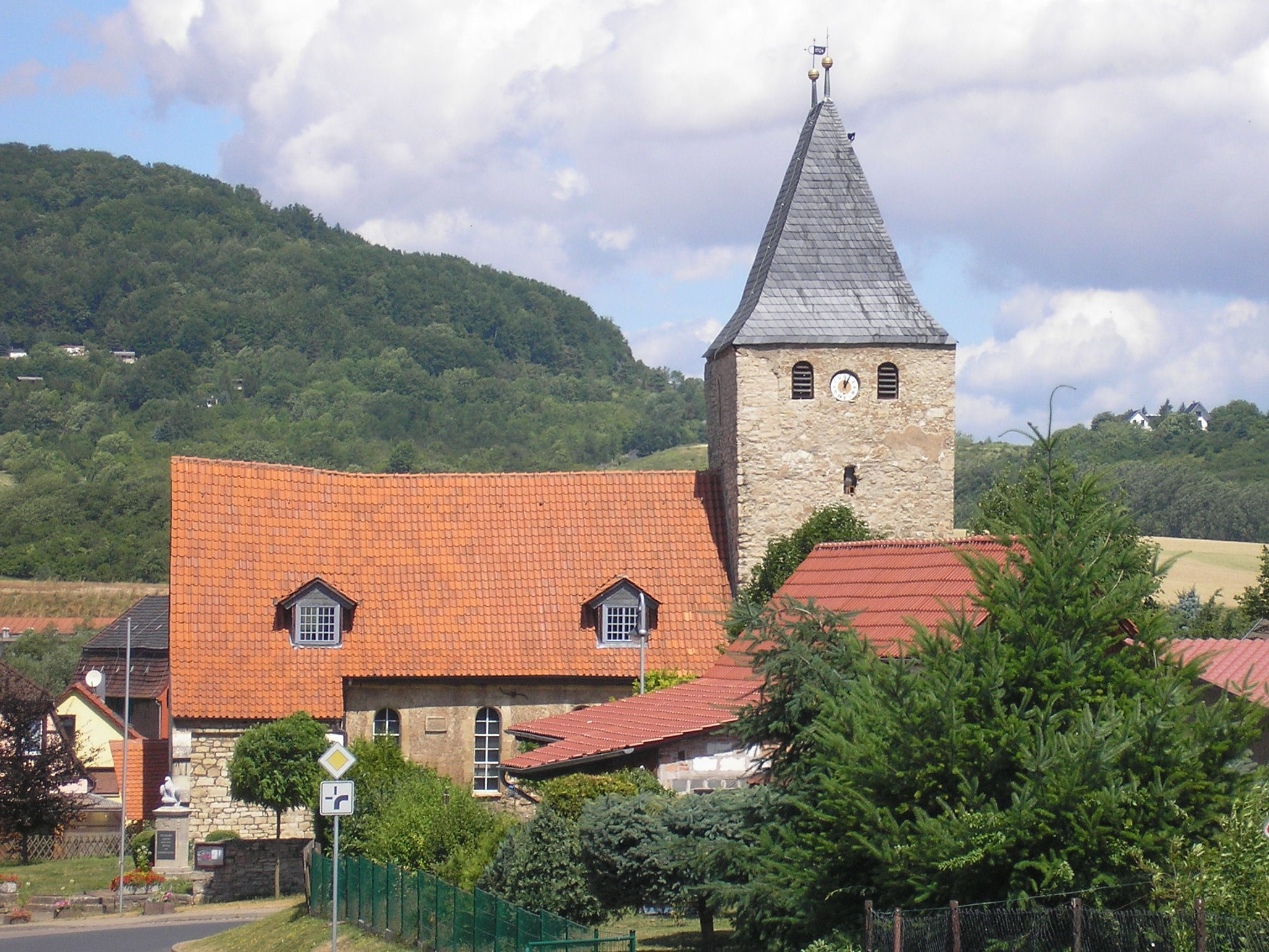
Kerk van Obergebra

Bleicherode · Bliedungen · Elende · Etzelsrode · Friedrichsthal · Gratzungen · Hainrode · Helenenhof · Hünstein · Kinderode · Kleinbodungen · Königsthal · Kraja · Mitteldorf · Mörbach · Nohra · Oberdorf · Obergebra · Pustleben · Wernrode · Wipperdorf · Wollersleben · Wolkramshausen